# Auditorio Fillmore
El Auditorio Fillmore, en inglés: The Fillmore Auditorium, es una histórica sala de conciertos estadounidense. Ubicada en San Francisco, California y fue popularizada por Bill Graham. Su nombre se debe más que nada al barrio en el que se encuentra, no tanto a su ubicación original en la intersección de Fillmore Street y Geary Boulevard.
El 5 de julio de 1968, Graham trasladó sus conciertos a otro lugar de San Francisco, antes conocido como «The Carousel Ballroom» y «El Patio» en Market Street y South Van Ness Avenue. Lo llamó Fillmore West.
El Auditorio de Fillmore continuó bajo el nombre de The Elite Club. En la década de 1980 Graham volvió a presentar conciertos en el auditorio original, pero este cerró debido a los daños sufridos durante el terremoto de octubre de 1989.
A partir de 2008, el Auditorio de Fillmore fue arrendado y operado por Live Nation.